# Rosemary Phillips
Pour les articles homonymes, voir Phillips.
Originaire de la Barbade, Rosemary Phillips est une star du Jazz dans les Caraïbes où elle s’est produite dans de nombreux festivals. 
Elle a chanté avec le guitariste Michael Sealy qui a travaillé avec Sarah Vaughan et  avec Alastair Kay, l’un des trompettistes d’Ella Fitzgerald. En 2000, elle a reçu le prix de « l’excellence dans la chanson et la poésie » décerné par le parolier de Harry Belafonte, Irving Burgie. 
Sa carrière internationale passe par les Clubs de Jazz de nombreux hôtels de Luxe en Russie, au Canada et à la Barbade où elle promène son « Rosemary Phillips Show ». Elle se révèle lors du Festival de Jazz  de Québec sur le thème « Les Divas du Jazz » avec Dianne Reeves comme tête d’affiche. En 2006, pour la célébration de l’indépendance de la Barbade, elle s’est produite devant plus de 6 000 personnes, avec Jimmy Haynes, le Grammy Awards Winner de Steel Pulse. Sa prestation lors du Holetown Festival a attiré l’attention du BBC world qui l’a interviewée pour “Destination Music”, diffusé dans le monde entier en mai dernier. 
En 2003, elle impressionne par son talent et sa personnalité Charles Loos (connu pour avoir joué, entre autres, avec Maurane, Chet Baker, Toots Thielman et Art Farmer…). À la suite d'une série importante de concerts dont le Music Village (Belgique) et au Frank Collymore Hall (Barbade), il est devenu le Directeur Musical de son troisième album  « L’amour Comme Ça ». Le titre de ce disque provenant du nom de l’une des dernières chansons écrite par Charles Dumont, le compositeur d’Édith Piaf.
Son premier enregistrement fut réalisé avec l’Orchestre Symphonique de Londres sous la direction de Saint-Preux
Elle a été invitée au centenaire de Joséphine Baker en 2006 au Château des Milandes (France). Son interprétation des chansons de Joséphine avec l’orchestre de Jo Ganter et avec Dany Revel, l’un des pianistes de Joséphine, a été unanimement saluée par le public et la presse. Le lendemain, lors de l’inauguration du mémorial Baker le journal Sud Ouest écrivait au sujet de Rosemary Phillips « un frisson a parcouru la foule dès les premières paroles de ‘J’ai Deux Amours’, Joséphine Baker est à nouveau habitante des Milandes » . Plus qu’une simple interprète de Joséphine, elle est depuis plusieurs années, sur les traces de l’icône noire de l’anti-racisme et de la fraternité. Après une thèse universitaire sur les chansons des femmes du Jazz et du Blues dans leur contexte socio-historique, elle rédige actuellement un doctorat.
À la cérémonie des Barbados Music Awards, elle vient d'être consacrée BEST JAZZ ARTIST 2012 pour son nouvel album enregistré à Cuba avec le célèbre pianiste Ernan Lopez Nussa. En 2007 les Barbados Music Awards lui avait déjà décerné cette reconnaissance.